# Løvernes Konge
 For alternative betydninger, se Løvernes Konge (flertydig). (Se også artikler, som begynder med Løvernes Konge)
Løvernes konge (originaltitel på engelsk: The Lion King) er en amerikansk animationsfilm fra 1994, som er produceret af animationsstudiet Walt Disney Feature Animation og udgivet af Walt Disney Pictures. Det er studiets 32. tegnefilm, og den femte animationsfilm, som er lavet i perioden kendt som Disneys renæssance. Filmen er instrueret af Roger Allers og Rob Minkoff og har original musik og sange skrevet af Elton John og Hans Zimmer. Filmens originale voice-cast inkluderer bl.a. Matthew Broderick, Moira Kelly, James Earl Jones, Rowan Atkinson og det danske voice-cast inkluderer Peter Jorde, Stig Hoffmeyer, Peter Belli og Aage Haugland. Filmen finder sted på den afrikanske savanne hos en flok af løver, og historien er inspireret af de bibelske historier om Josef og Moses, samt har inspiration fra William Shakespeares Hamlet.
Løvernes konge havde premiere i de amerikanske biografer i juni 1994, hvor den blev mødt med positive anmeldelser, og især modtog ros for dens musik, historie og animation. Filmen blev udgivet i Danmark i november 1994, og takket være en global succes, indtjente filmen ca. 4,5 mia. kroner verdenen over, og blev den bedst indtjente film i USA i 1994, og blev den bedst indtjente animationsfilm nogensinde. Ved udgivelsen oplevede filmen dog lidt kontroverser i Japan, da mange mente at filmen mindede meget om den japanske anime-tv-serie Kimba the White Lion fra 1960'erne. Filmen modtog fire Oscar-nomineringer, heriblandt tre i kategorien "Bedste Originale Sang", hvoraf Can You Feel The Love Tonight vandt, ligesom at Hans Zimmer vandt i kategorien "Best Original Score", og endelig vandt filmen en Golden Globe for "Bedste film- Musical eller komedie".
Filmens succes har ledt til mange spinoffs, nyfortolkninger og efterfølgere, såsom en Broadway-opsætning, to direkte-til-video-efterfølgere; Løvernes Konge 2: Simbas stolthed (1998), og forløber/parallelløber, Løvernes Konge 1½: Hakuna Matata (2004), to tv-serier; Timon & Pumba og Løvernes Garde; en genudgivet version i 3D i 2011, og en hyperrealistisk genindspilning i 2019, instrueret af Jon Favreau, som også endte med at blive den bedste indtjente animationsfilm på tidspunktet for dens udgivelse.

## Handling
Filmen starter en tidlig morgen, imens solen står op over den afrikanske savanne, hvor alle dyrene er på vej til Kongeklippen. På Kongeklippen holder savannens løver til, og alle dyr samles for at hylde den nyfødte løveunge Simba, søn af Mufasa og Sarabi. Simba løftes op til åben skue over udover dyrevrimlen af mandrillen Rafiki, som er løvernes rådgiver.
Et kort stykke tid senere ser man nu en ung Simba, der vækker en søvnig Mufasa og Sarabi. Mufasa tager Simba med ud og viser ham hans fremtidige kongerige, og fortæller ham om livets kredsløb på savannen. Kort efter introduceres Scar, Mufasas yngre og misundelige bror, som ønsker at overtage Mufasas plads som konge. Scar overtaler Simba og hans veninde løveungen Nala til at tage ud på den farlige elefantkirkegård, hvor de unge løver ender med blive angrebet af tre hyæner, Shenzi, Banzai og Ib, som står i ledtog med Scar. Mufasa advares om situationen af sin vagtchef, rødnæbbet toko Zazu, og Mufasa kommer løveungerne til undsætning og redder dem. Selvom Mufasa er utilfreds med Simbas dumdristige handling, tilgiver han ham og forklarer at de store konger fra fortiden vogter over dem fra stjernehimlen og at han selv en dag vil vogte Simba fra samme post.
Grundet det mislykkedes mordforsøg, tager Scar nu planen i egen hånd, og han lokker derfor Simba ned i en lang og stor kløft, og efterlader ham der. Hyænerne jagter herefter en stor flok gnuer ned i kløften, hvor Simba nu må løbe for livet. Mufasa kommer igen Simba til undsætning og får ham reddet i sikkerhed, men bliver selv revet med af gnuflokken. Han formår kort efter at kæmpe sig op af skrænten, men på toppen af skrænten står Scar, som ender med at skubbe Mufasa tilbage ned i kløften. Efter at gnuflokken har forladt kløften, finder Simba sin far død, trampet ihjel af gnuerne, og Scar får ham overbevist om at Mufasas død er Simbas skyld. Scar fortæller Simba at han skal stikke af, hvorefter han sender sine hyæner efter ham for at slå ham ihjel. Simba når væk, og han begiver sig nu alene ud i ørkenen.
Simba bliver snart fundet af makkerparret, surikaten Timon, og vortesvinet Pumba, som selv er udstødte fra deres flokke. De tager Simba til sig og introducerer ham til mottoet "Hakuna Matata", og lærer ham ikke at tage sig af sin fortid og bare nyde livet. Et stykke tid senere, hvor Simba nu er vokset op, bliver Pumba og Timon angrebet af en ung hunløve. Simba kommer dem til undsætning og opdager at hunløven er hans veninde Nala. Nala fortæller at Scar fortalte at både Mufasa og Simba var omkommet i kløften, og at Scar nu har overtaget Kongeklippen sammen med hyænerne. Nala og Simba forelsker sig i hinanden, og hun forsøger herefter at overtale Simba til at tage tilbage til Kongeklippen og udfordre Scar og indtage sin retmæssige plads som konge. Simba nægter, da han stadig føler skyld over sin fars død, og han går sin vej. Her møder han på sin vej Rafiki, som hjælper Simba med at indse at Mufasa stadig lever videre i Simba, hvorefter Mufasas ånd manifesterer sig i himlen som skyer, og fortæller Simba at han ikke kan løbe fra sin fortid og at han er nødt til at tage tilbage til Kongeklippen. Simba tager nu tilbage til Kongeklippen med Nala, Timon og Pumba i hælene.
Med hjælp fra Timon og Pumba formår Simba at snige sig fordi hyænerne på Kongeklippen, hvor han konfronterer sin onkel Scar. Simba og Scar kæmper, og til sidst lykkedes det Simba at få Scar til jorden, hvor han tvinger ham til at fortælle sandheden om Mufasas død overfor løvinderne. Scar beder om tilgivelse, og bliver bortvist fra Kongeklippen, inden han angriber Simba en sidste gang. Simba får skubbet Scar ud over klippekanten, som han overlever, men han bliver herefter angrebet af hyænerne, der kender til hans planer om at forråde dem. Simba er nu igen den retmæssige konge af Kongeklippen, og han indtager sin plads, mens regnen falder for første gang i flere måneder.
Filmen ender med at alle savannens dyr atter samles ved Kongeklippen, som denne gang er for hylde Simba og Nalas nyfødte løveunge.

## Medvirkende
- Matthew Broderick som Simba, Mufasas og Sarabis søn, som vokser op som den kommende Konge af Kongesletten.
  - Jonathan Taylor Thomas lagde stemme til den unge Simba, mens Jason Weaver lagde stemme til løveungens sangstemme.
- Jeremy Irons som Scar, Mufasas yngre bror og rival, filmens hovedskurk som overtager tronen.
- James Earl Jones som Mufasa, Simbas fader, Konge af Kongesletten i begyndelsen af filmen.
- Moira Kelly som Nala, Simbas bedste ven og senere hans mage og Dronning af Kongesletten. Sally Dworsky lagde stemme til hendes sangstemme.
  - Niketa Calame lagde stemme til den unge Nala, mens Laura Williams lagde stemme til hendes sangstemme.
- Nathan Lane som Timon, der kan lide at komme kvikke bemærkninger og en selvoptaget, men stadig en loyal surikat, som bliver en af Simbas bedste venner og adaptiv forældre.
- Ernie Sabella som Pumba, et naivt vortesvin der lider af tarmluft og er Timons bedste ven og som også bliver en af Simbas bedste venner og adaptiv forældre.
- Robert Guillaume som Rafiki, en gammel mandril som er Kongeslettens shaman og præsenterer Kongen og Dronningens nyfødte unger til dyrene på Kongesletten.
- Rowan Atkinson som Zazu, en næsehornsfugl, der tjener som Kongeslettens hovmester.
- Madge Sinclair som Dronning Sarabi, Mufasas mage, Simbas moder, og leder af Løvindejægerne.
- Whoopi Goldberg, Cheech Marin og Jim Cummings som de tre ledere af en klan af plettet hyæner.
  - Goldberg som Shenzi, den frække og kortluntede hunleder af trioen.
  - Marin som Banzai, en aggressiv og opfarende hyæne som har en last til at beklage sig.
  - Cummings som Ed, den åndssvage hyæne der ikke snakker og kun kommunikerer gennem latter.
    - Cummings lagde desuden stemme til en muldvarpe, der taler med Zazu og sang som Scar i stedet for Irons til bestemte replikker af "Be Prepared" (Gør jer klar".
- Zoe Leader som Sarafina, Nalas moder, som kort ses tale med Simbas moder, Sarabi.

### Danske stemmer
| Dansk version     | Rolle             |
| ----------------- | ----------------- |
| Andreas Hviid     | Simba (barn)      |
| Peter Jorde       | Simba (voksen)    |
| Amalie Alstrup    | Nala (barn)       |
| Pernille Højgaard | Nala (voksen)     |
| Aage Haugland     | Mufasa            |
| Kirsten Olesen    | Sarabi            |
| Stig Hoffmeyer    | Scar              |
| Peter Belli       | Rafiki            |
| Peter Zhelder     | Zazu              |
| Henrik Koefoed    | Timon             |
| Lars Thiesgaard   | Pumba             |
| Lone Kellermann   | Shenzi            |
| Donald Andersen   | Banzai            |
| Jim Cummings      | Ed/Ib             |
| Ann Hjort         | Sarafine          |
| Kjeld Nørgaard    | Muldvarp-sendebud |

Andre Kor: Nicoline Møller, Lise Nees, Trine Dansgaard, Pia Scharling, Johnny Jørgensen, Brian Grønbæk Jensen, Søren Launbjerg.

## Produktion

### Casting
Nathan Lane var originalt sat til at spille Zazu, og Ernie Sabella som en af hyænerne. Efter et møde i et optagelsesstudie, (de medvirkede begge Broadway-stykket Guys and the Dolls), blev de bedt om stemmelægge rollerne som hyæner. Direktørerne følte sig i stedet overbeviste om at de var mere passende til at stemmelægge duoen af Timon og Pumba.[kilde mangler]

### 1988:King of the Kalahari
Udviklingen af manuskriptet begyndte i 1988, mens producerne Jeffrey Katzenberg, Roy E. Disney og Peter Schneider promoverede animationsfilmen Oliver & Co Forfatter Thomas Disch skrev det første udkast med titlen King of the Kalahari, hvorefter Linda Woolverton overtog manuskriptet, der nu gik under titlen King of the Beasts (Kongen af Bæsterne) og dernæst King of the Jungle (Junglens Konge). Den oprindelige konflikt i filmen var mellem løver og gnuer.

### 1990:The Lion King
Filmen skiftede instruktører og producere i løbet af produktionen, på baggrund af forskellige kreative visioner. Oprindeligt skulle George Schribner alene instruere værket, men senere blev Roger Allers hyret som med-instruktør. Efter et halvt år forlod Schribner projektet, eftersom han var uenig i beslutningen om at gøre filmen til en musical, mens han selv ønskede at filmen skulle være reminiscens af en dokumentar. Han blev erstattet af Rob Minkoff, mens producer Don Hahn blev hyret til projektet. Dermed havde filmen nu fire personer som hovedforfattere og instruktører; Brenda Chapman, Allers, Minkoff, og Hahn; Sidstnævnte fandt manuskriptet ufokuseret og at det manglede en overordnet tematik. Det førte til et to ugers-forløb med de fire, samt instruktørerne af Skønheden og Udyret, Kirk Wise og Gary Trousdale, hvor manuskriptet fandt sin endelige form. Filmen hed nu The Lion King, tematikken omhandlede opvækst, mens skurken Scar blev gjort til Mufasas bror.

### 1992: Forbedring af det endelige manuskript
I løbet af 1992 blev manuskriptforfatterne Irene Mecchi og Johathan Roberts føjet til holdet, hvor de bl.a. stod for at forbedre filmens komiske aspekter, såsom duoen Timon og Pumba, samt trioen af hyænerne. Tim Rice stod for teksterne til sangene og arbejdede tæt med holdet, for at sikre de musikalske indslag virkede med filmens handlingsforløb. Det er den første Disney tegnefilm der bygger på et originalt manuskript, frem for et litterært forlæg.

### Udgivelse
Filmens endelige budget udgjorde 45 millioner amerikanske dollars. Filmen blev udgivet i amerikanske biografer i juni 1994, mens den danske premiere fandt sted i november samme år.

## Musik
| #        | Original Titel                        | Dansk Titel                           | Original Kunstner                                          | Dansk Kunstner                                              | Tekstforfatter       | Varighed |
| -------- | ------------------------------------- | ------------------------------------- | ---------------------------------------------------------- | ----------------------------------------------------------- | -------------------- | -------- |
| 1        | Circle of Life                        | En verden af liv                      | Camen Twilie, Lebo M.                                      | Lise Dandanell, Kor                                         | Elton John, Tim Rice | 4:00     |
| 2        | I Just Can't Wait To Be King          | Jeg blir meget snart majestæt         | Jason Weaver, Laura Williams, Rowan Atkinson               | Andreas Hviid, Amalie Alstrup, Peter Zhelder                | Elton John, Tim Rice | 2:52     |
| 3        | Prepare Yourself                      | Gør jer klar                          | Jeremy Irons, Whoopi Goldberg, Jim Cummings, Cheech Marin  | Stig Hoffmeyer                                              | Elton John, Tim Rice | 2:52     |
| 4        | Hakuna Matata                         | Hakuna Matata                         | Ernie Sabella, Jason Weaver, Joseph Williams, Nathan Lane  | Andreas Hviid, Henrik Koefoed, Peter Jorde, Lars Thiesgaard | Elton John, Tim Rice | 3:40     |
| 5        | Can You Feel the Love Tonight         | Føl hvordan dit liv blir fyldt        | Ernie Sabella, Sally Dworsky, Joseph Williams, Nathan Lane | Lise Dandanell, Pernille Højgaard, Peter Jorde              | Elton John, Tim Rice | 3:33     |
| 6        | Morning Rapport                       | Dagens rapport                        | Evan Saucedo, James Earl Jones, Jeff Bennett               | Peter Zhelder                                               | Elton John, Tim Rice | 2:58     |
| 7        | This Land                             | This Land                             | Hans Zimmer                                                | Hans Zimmer                                                 | Hans Zimmer          | 2:55     |
| 8        | To Die For                            | To Die For                            | Hans Zimmer                                                | Hans Zimmer                                                 | Hans Zimmer          | 4:18     |
| 9        | The Hyenas                            | The Hyenas                            | Hans Zimmer                                                | Hans Zimmer                                                 | Hans Zimmer          | 4:08     |
| 10       | Under the Stars                       | Under the Stars                       | Hans Zimmer                                                | Hans Zimmer                                                 | Hans Zimmer          | 3:44     |
| 11       | King of Pride Rock                    | King of Pride Rock                    | Hans Zimmer                                                | Hans Zimmer                                                 | Hans Zimmer          | 5;58     |
| 12       | "Can You Feel the Love Tonight        | "Can You Feel the Love Tonight        | Elton John                                                 | Elton John                                                  | Elton John           | 4:01     |
| 13       | Can You Feel the Love Tonight - Remix | Can You Feel the Love Tonight - Remix | Elton John                                                 | Elton John                                                  | Elton John           | 4:10     |
| 14       | Circle of Life Remix                  | Circle of Life Remix                  | Disney Channel Circle of Stars                             | Disney Channel Circle of Stars                              | Elton John, Tim Rice | 4:11     |
| Varighed | Varighed                              | Varighed                              | Varighed                                                   | Varighed                                                    | Varighed             | 52:00    |

"Can You Feel the Love Tonight" vandt både en Golden Globe og en Oscar for bedste sang. Den originale engelske udgave bliver spillet under rulleteksterne i den danske filmudgivelse.
Under produktionen blev der også inviteret et afrikansk kor ind, som skulle sørge for give filmen sjæl.[kilde mangler] Lebo M og hans band leverede dette og mange andre sange, og der kom også to album kaldet Rhythm of Pride Lands og Return to Pride Rock. Der er yderligere udkommet opsamlingsalbum med titlerne Collection og Best of.
Hans Zimmer, komponisten bag soundtracket, har tidligere udgivet yderligere album kaldet 'The Lion King Complete Score' også kaldet 'The Lion King Expanded Scores', som var et uofficielt album, bestående af scores og numre fra filmen. Albummet består af numre fra soundtracket' i fuld længde, hvor kun nogle enkelte, i forkortet udgave, kom med i den endelige version, mens resten består af numre nogle alternative versioner, eller aldrig før udgivet numre. I 2014 udkom som en del af Disneys' Legacy Edition (særlige udgaver af de mest elskede klassikeres' soundtrack), en genudgivelse, af overstående album, denne gang under titlen ' The Legacy Collection The Lion King', som 2 disk album, bestående af 33 numre. Disney har også tidligere, udgivet album kaldet 'The Lion King Collection', som var opsamling, af henholdsvis Lion King 1 og 2, samt musik inspireret heraf.[kilde mangler]

## Fremtiden

### Efterfølgere
Disney producerede senere nogle beslægtede film: En efterfølger, Løvernes Konge 2: Simbas stolthed (1998) og en "forgænger", Løvernes Konge 3: Hakuna Matata (2004). Senere igen kom filmen Løvernes garde: Brøler igen (2015), efterfulgt af serien Løvernes garde fra 2016.
Efter den første film, og før efterfølgerne blev lavet, udkom en bog, der også byggede videre på filmen. Bogen hedder Løvernes Konge: Seks nye eventyr, og heri bliver det blandt andet fortalt, at Simba havde en søn som hed Kopa. Disse bøgers popularitet var temmelig begrænset. De indeholder også nogle modstridende oplysninger. Før Løvernes Konge 2 blev lavet, havde Disney i tankerne, at Simba måske skulle have to børn, et af hvert køn, men i sidste ende besluttede man, at han skulle nøjes med en pige Disney gav et firma rettigheder til filmen, og heraf kom historien 'Six New Adventures', hvor Simba havde en søn kaldet Kopa Kopa er ifølge mange non-canon (ikke officiel), og foregik kun i bøgerne.[kilde mangler]

### Kontrovers
Filmen er blevet skyldt for at plagiere, på baggrund af dens ligheder med Osamu Tezukas japanske serie Den Hvide Løve Kimba, produceret mellem 1966 – 1978. Produktionsselskabet Disney har dog afvist at de kendte til serien, inden de påbegyndte historien om Simba. Filmens udgivelse i Japan i 1994 blev mødt med protester, eftersom figuren Kimba og dens skaber Osamu Tezuka er anset som kulturelle ikoner. En underskriftindsamling af 488 japanske fagfolk, beskyldte Disney for plagiat og befordrede at Tezuka blev krediteret for filmen.
Filmen blev også anklaget for at bruge ordet "sex", hvilket angiveligt skulle være synligt i en animeret stjernehimmel, halvvejs gennem filmen. Donald Wildmon, en amerikansk konservativ aktivist, beskyldte sekvensen for at promovere seksuel promiskuitet, en påstand som også fik opbakning fra The American Life League. Flere involverede med produktionen, heriblandt animationsdesigner Tom Sito, har påpeget at bogstaverne udgør S-F-X, et fagterm for Special Effects, og var ment som værende en uskyldig signatur fra filmens effekt-holdet.

## Genindspilning i 2019

### Produktion
I september 2016 offentliggjorde Walt Disney Pictures at en genindspilning havde påbegyndt produktion. Oprindeligt blev det rapporteret at filmen ville være "live-action", på niveau med andre genindspilninger af Disney film, såsom Maleficent og Skønheden og Udyret, hvilket dog senere blev afkræftet af producerne og instruktøren Jon Favreau, der i stedet informerede om "banebrydende teknologi", inklusiv Virtual Reality, der vil blive brugt i produktionen. I filmen medvirker Donald Glover, Chiwetel Ejiofor, Alfre Woodard, Seth Rogen, Billy Eichner og sanger Beyoncé, samt James Earl Jones, der genoptager hans rolle som Mufasa fra den originale film. Yderligere vil komikeren Amy Sedaris lægge stemme til en ny karakter i filmen.
Selvom genindspilningen gør brug af storyboards fra den oprindelige film, bliver de oprindelige kunstnere ikke betalt eller krediteret for deres arbejde. Det samme gælder manuskriptforfattere af den oprindelige, hvilket de offentligt har udtryk deres skuffelse om.

### Soundtrack
Den oprindelige komponist, Hans Zimmer, blev bekræftet i at vende tilbage, i november 2017, mens Elton John tog en midlertidig pause fra sin pension for at rearrangere sine egne værker fra originaludgaven, i samarbejde med Beyoncé, inklusiv en ny original sang til filmen. De fem sange fra originalen genopføres; Circle of Life, I Just Can't Wait to Be King, Hakuna Matata, Be Prepared og Can You Feel the Love Tonight, hvoraf den sidste opføres af Beyoncé, Glover, Rogen, and Eichner.
Beyoncé skrev og komponerede originalværket Spirit, som blev nomineret til en Golden Globe for bedste originale sang. Hun producerede også albummet The Lion King: The Gift, som blev udgivet som led i filmens biografpremiere. Albummet indeholder gæsteoptrædener af Kendrick Lamar og Jay-Z, samt hendes datter Blue Ivy Carter, og lydspor af dialog fra filmen.
Elton John skrev og opførte sangen Never Too Late, som spiller i løbet af filmens rulletekster. Han har dog efterfølgende kritiseret genindspilningen og dets soundtrack.

### Dansk udgivelse
Den danske premieredato var 17. juli 2019, hvilket markerer 25 års jubilæet for den oprindelige film. Filmen blev udgivet med danske stemmer af bl.a. Nellie Ettison (Nala), Julian Christian Thiesgaard Kellerman (Simba), Kristian Boland (Mufasa), Birgitte Raaberg (Sarabi), Lars Mikkelsen (Scar), Sigurd Holmen Le Dous (Zazu) og Al Agami (Rafiki). Timon og Pumba beholder som de eneste deres originale danske stemmer af Henrik Koefoed og Lars Thiesgaard. Titelsangen “En verden af liv” synges i den danske version af Marie Carmen Koppel.
Filmen fik en lunken modtagelse af danske anmeldere, men klarede sig godt i danske biografer, hvor den solgte 130.000 billetter i løbet af dens første fem dage.